# Pereszlény
Koordináták: é. sz. 48,0710°, k. h. 18,9109°48.071000°N 18.910900°E

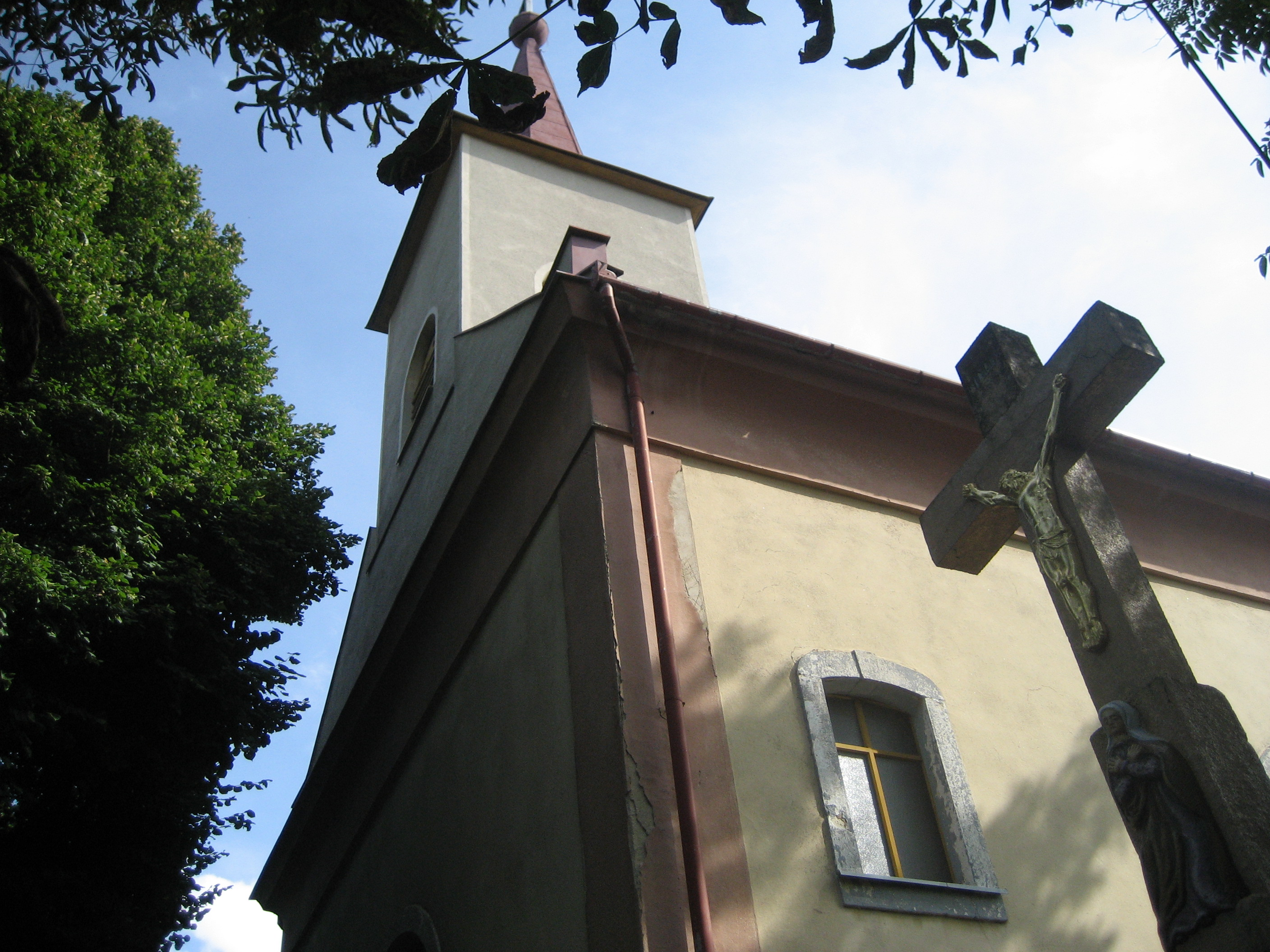
Katolikus templom

Pereszlény (szlovákul Preseľany nad Ipľom, ennek hatására olykor Ipolypereszlény formában is előfordul) a szlovákiai Ipolyság városrésze, korábban önálló község. Lakosainak száma 400 körül van.

## Fekvése
Ipolyságtól 3 km-re nyugatra, a Kemence-patak torkolatánál, az Ipoly bal partján fekszik – ez az egyetlen Szlovákiához tartozó falu az Ipoly bal partján azon a szakaszon, ahol az Ipoly határfolyó (Ipolytarnóc és Szob között). Bizonyára az Ipolyság–Párkány vasútvonal miatt csatolták a falut Csehszlovákiához. Északra 2 km-re fekszik Gyerk, délre 4 km-re, a magyar–szlovák határon túl Bernecebaráti.

## Élővilága
A faluban egy gólyafészek és egy alátét ismert. 2024-ben 3 fiókát számoltak össze.

## Története

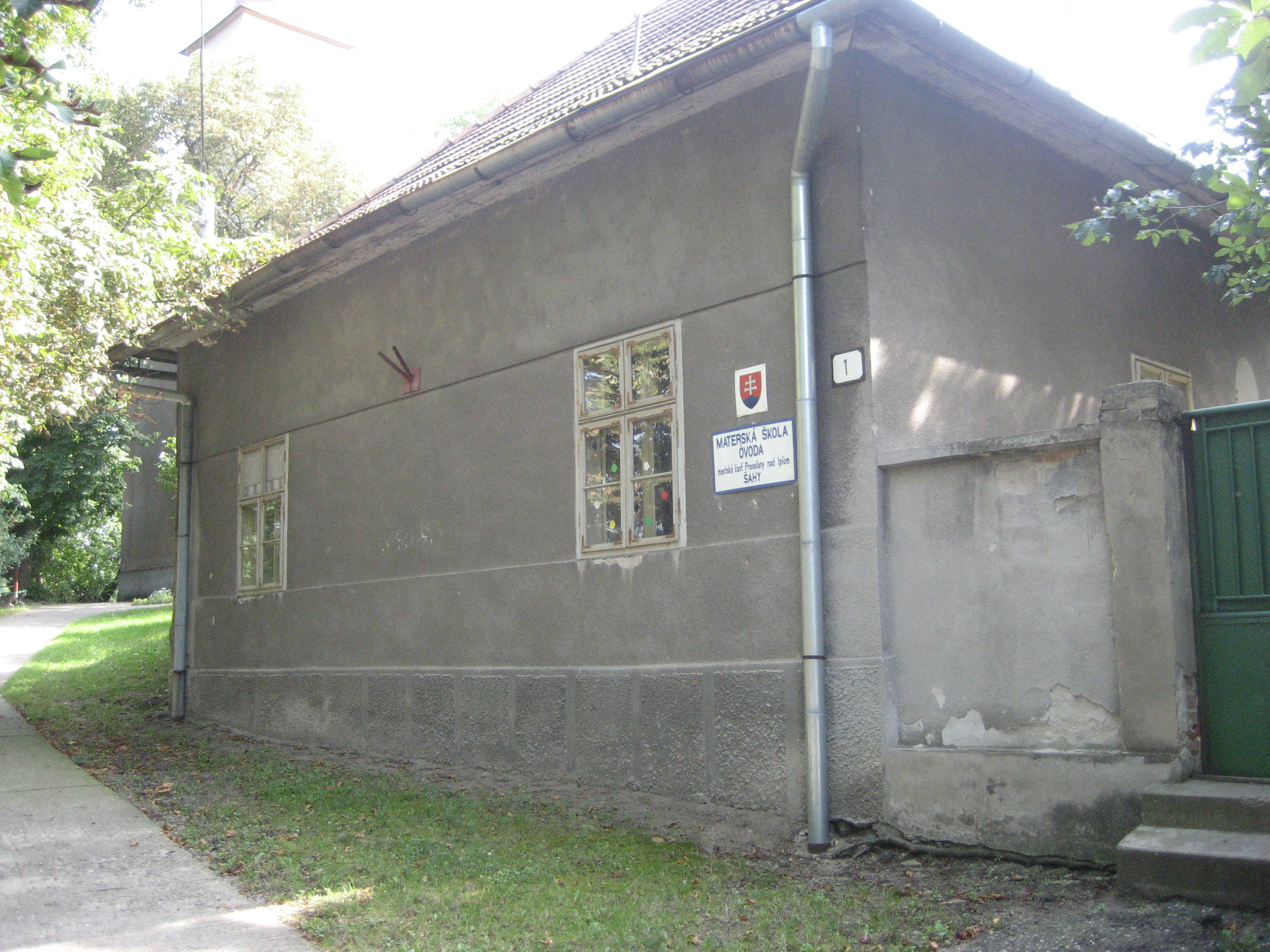
Óvoda

A település területe már az ókorban lakott volt, határában szarmata település maradványai (urnatemető, kőfejszék) kerültek elő.
A falut villa Perezlen alakban 1156-ban említik először. Egy oklevélben a falu nevét 1288. május 11-én említik. A 13. század végén mint az ipolyviski vár tartozéka, a gróf Cseszneky család birtoka volt.
Állítólag volt itt egy kolostor, mely a legenda szerint elsüllyedt, helyén egy tó maradt. Ez a Jóvíz-tó legendája, mely verses formában a mai napig fennmaradt. A tó ma már nincsen meg, az Ipoly szabályozásánál pusztult el.
A falu temploma a 14. század elején épült. A hagyomány szerint a török veszedelem idején a templom harangját is az egykori kolostorban rejtették el, régen hallani is vélték a tóban megszólaló harangot.
A község a török veszély elmúltával fokozatosan fejlődött, a 19. századra tehetős faluvá nőtt. Lakói főként mezőgazdasággal: gabona-, zöldség-, gyümölcs- és dohánytermesztéssel foglalkoztak, továbbá állatokat tartottak, s a vizekben bőven akadt hal is. A községet azonban több természeti csapás is érte. 1846-ban kolerajárvány pusztított az állatok között, 1886-ban súlyos jégverés pusztította el a termést, 1909-ben és 1912-ben tűzvészek pusztítottak.
A trianoni békeszerződésig Hont vármegye Ipolysági járásához tartozott. A második világháború után 4 családot Csehországba hurcoltak, 52 családot pedig erőszakkal Magyarországra telepítettek át, helyükre szlovákokat telepítettek. A falut 1980-ban csatolták Ipolysághoz és azóta nincs vasútállomása.

## Népessége
1570-ben Pereszlén alakban szerepel az Esztergomi szandzsák fejadófizető összeírásában. Ekkor 45 házával a vármegye népesebb települései közé tartozhatott.
1664-ben az Érsekújvári ejálet Hond náhijébe tartozó faluban a török adólajstrom szerint 29 háztartásban 41 fejadófizető élt.
Az 1784-87-es első népszámlálás részletes adatai Hont vármegye esetében nem ismertek.
1880-ban 595 lakosából 569 magyar és 6 szlovák anyanyelvű volt.
1890-ben 599 lakosából 596 magyar és 3 szlovák anyanyelvű volt.
1900-ban 667 lakosából 654 magyar és 3 szlovák anyanyelvű volt.
1910-ben 625 lakosából 619 magyar és 5 szlovák anyanyelvű volt.
1921-ben 624 lakosából 603 magyar és 5 csehszlovák volt.
1930-ban 631 lakosából 566 magyar és 36 csehszlovák volt.
1941-ben 614 lakosa mind magyar volt.
1970-ben 574 lakosából 380 magyar és 194 szlovák volt.

## Nevezetességei
- Római katolikus templomát 1810 és 1820 között, a régi templom helyén építették klasszicista stílusban, Szent Kereszt Felmagasztalása tiszteletére szentelték. Keresztelőedénye 16. századi.
- Nepomuki Szent János kőszobra 1790-ben készült.
- A Szűz Mária-szobor 1846-ból való.

## Itt született
- 1631-ben Pereszlényi Pál jezsuita paptanár, nyelvész.
- 1906-ban Manga János magyar folklorista, a palócok hagyományainak kutatója. Szülőházán 1992-ben emléktáblát avattak.
- 1936-ban Kermét László történész, világutazó, és író.[forrás?]
- Itt szolgált Jancsó András (1756–1824) katolikus pap.

## Képgaléria

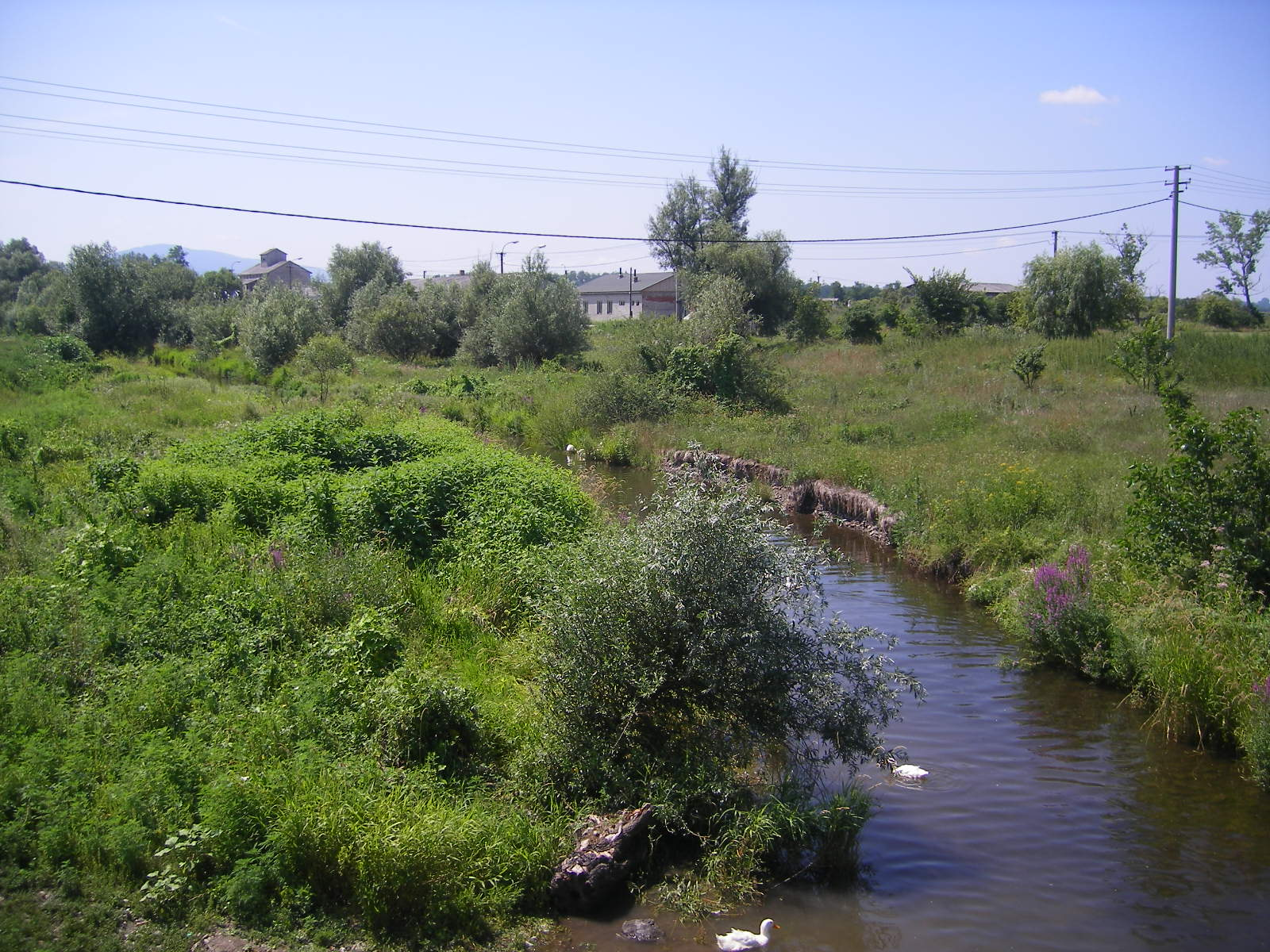
A Bernecei-patak Pereszlény nyugati szélén
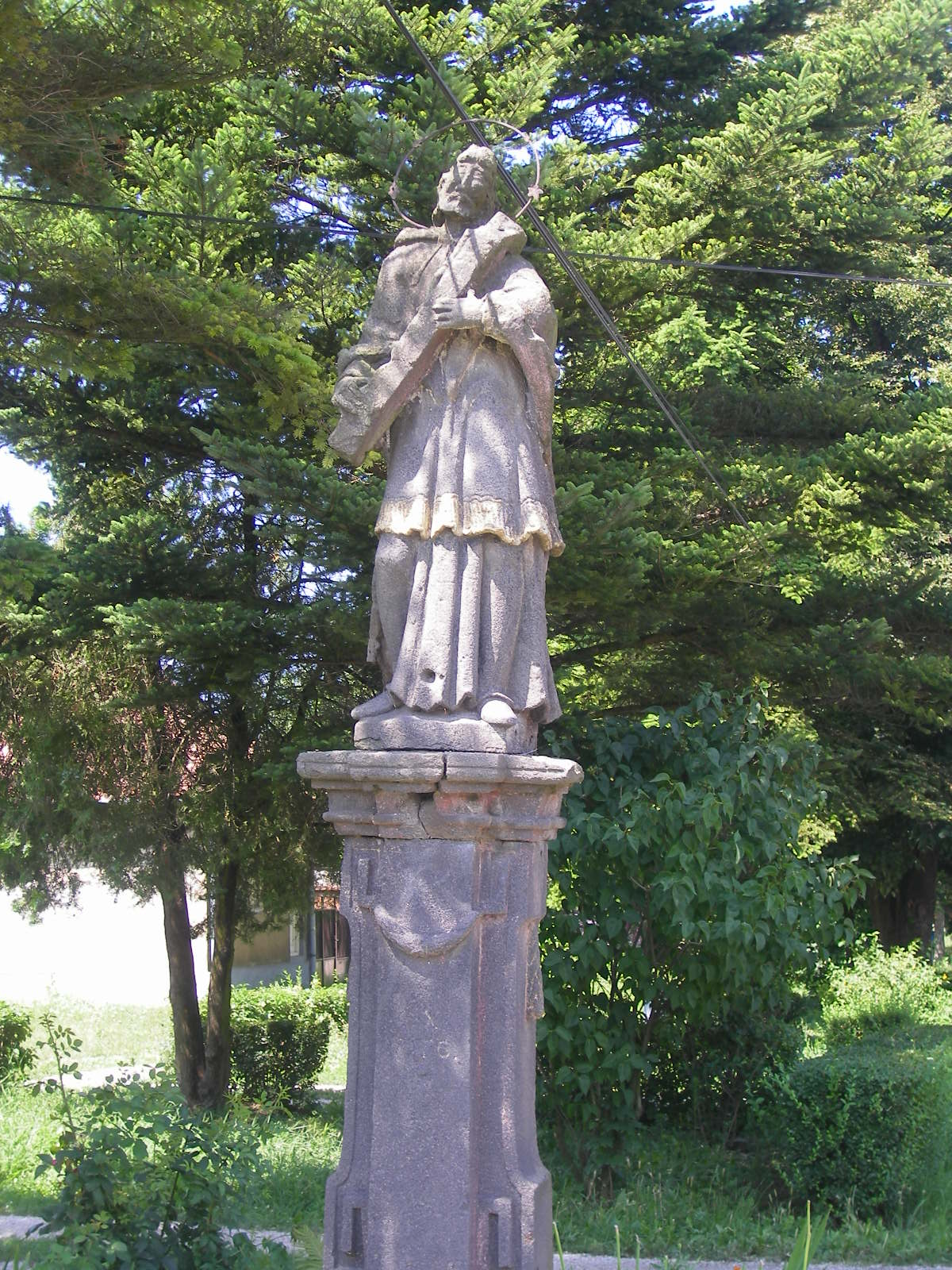
Nepomuki Szent János szobra
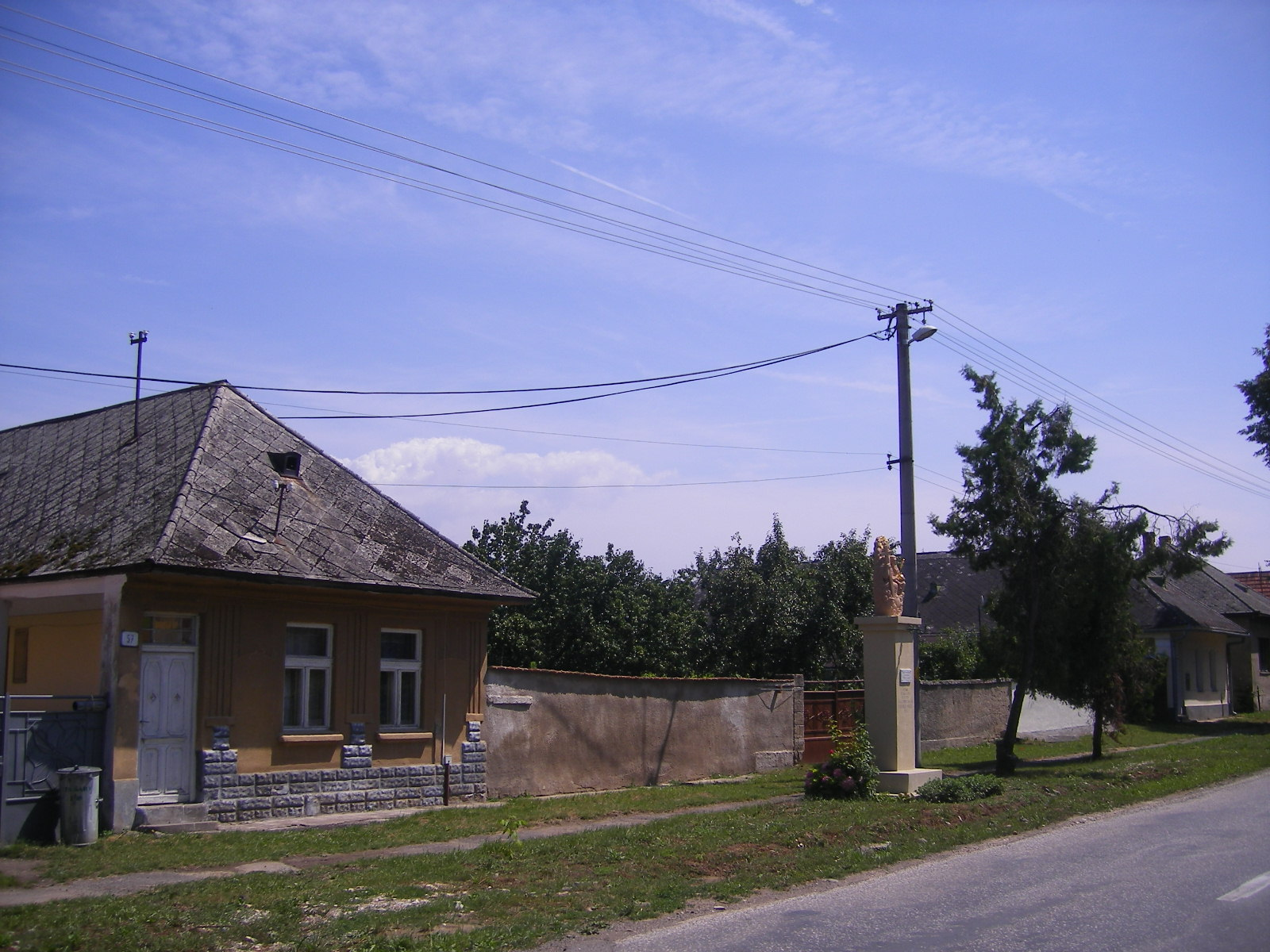
Pereszlényi utcakép
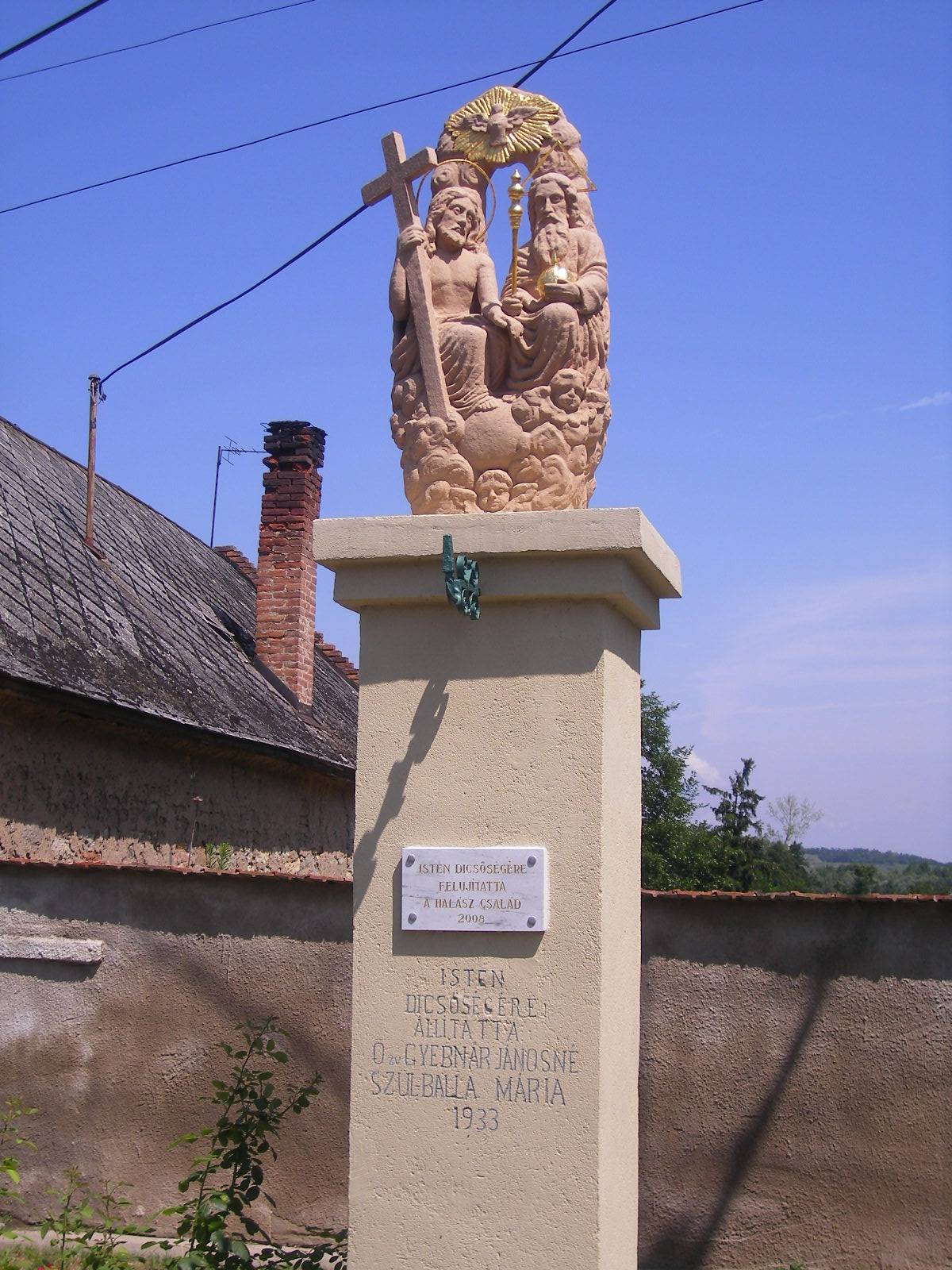
Szentháromság-szobor
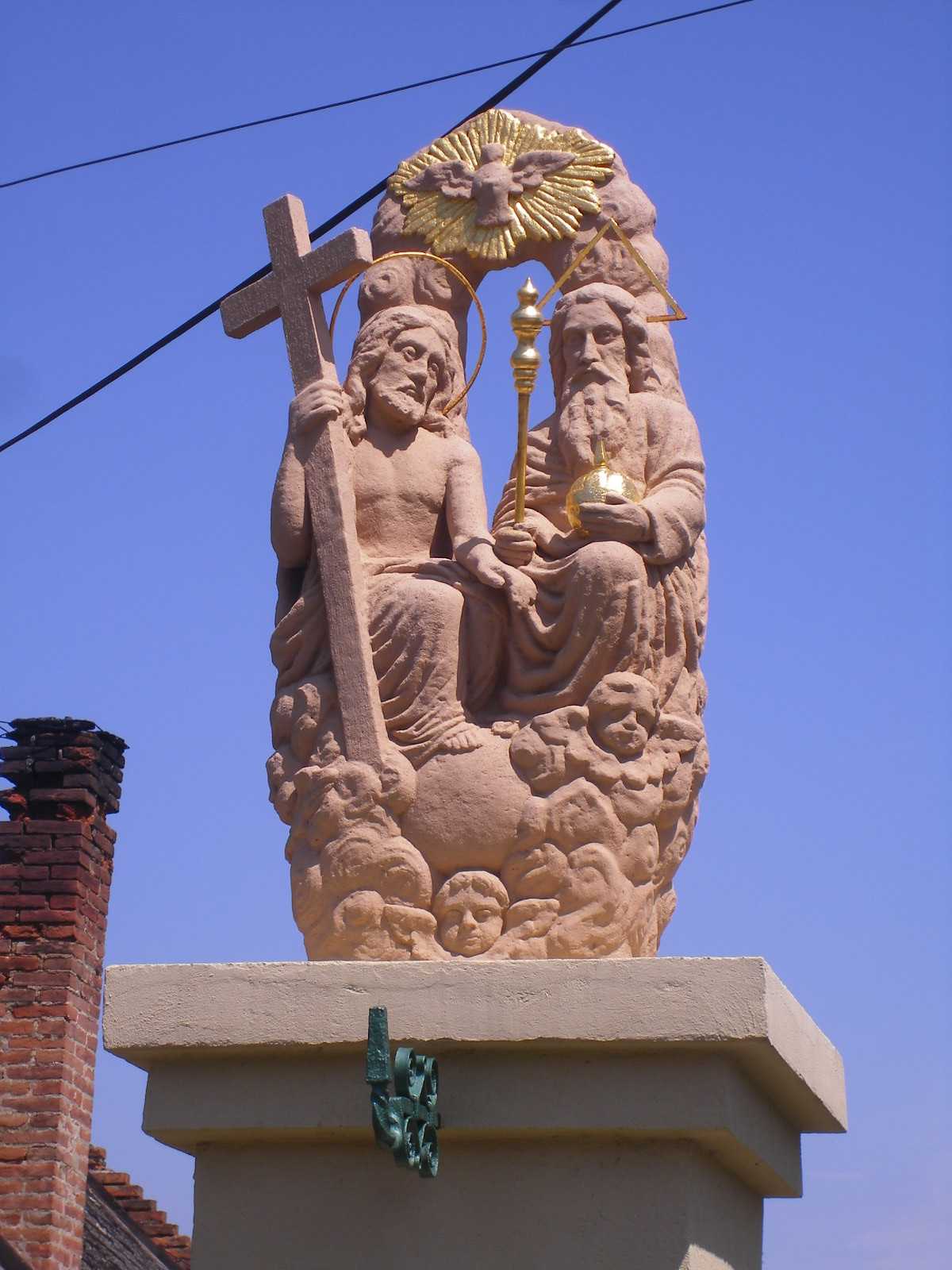
Szentháromság-szobor
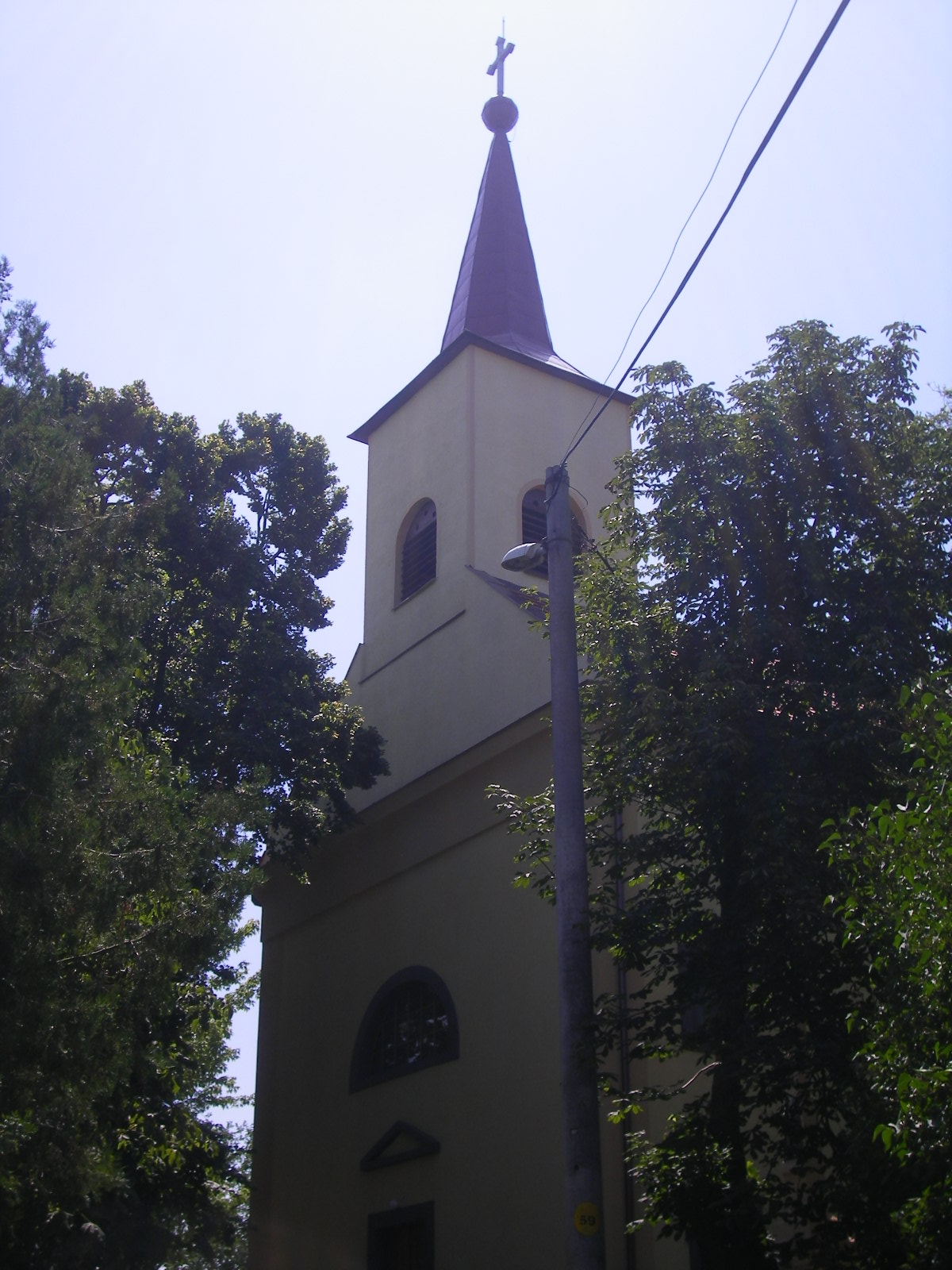
Katolikus templom
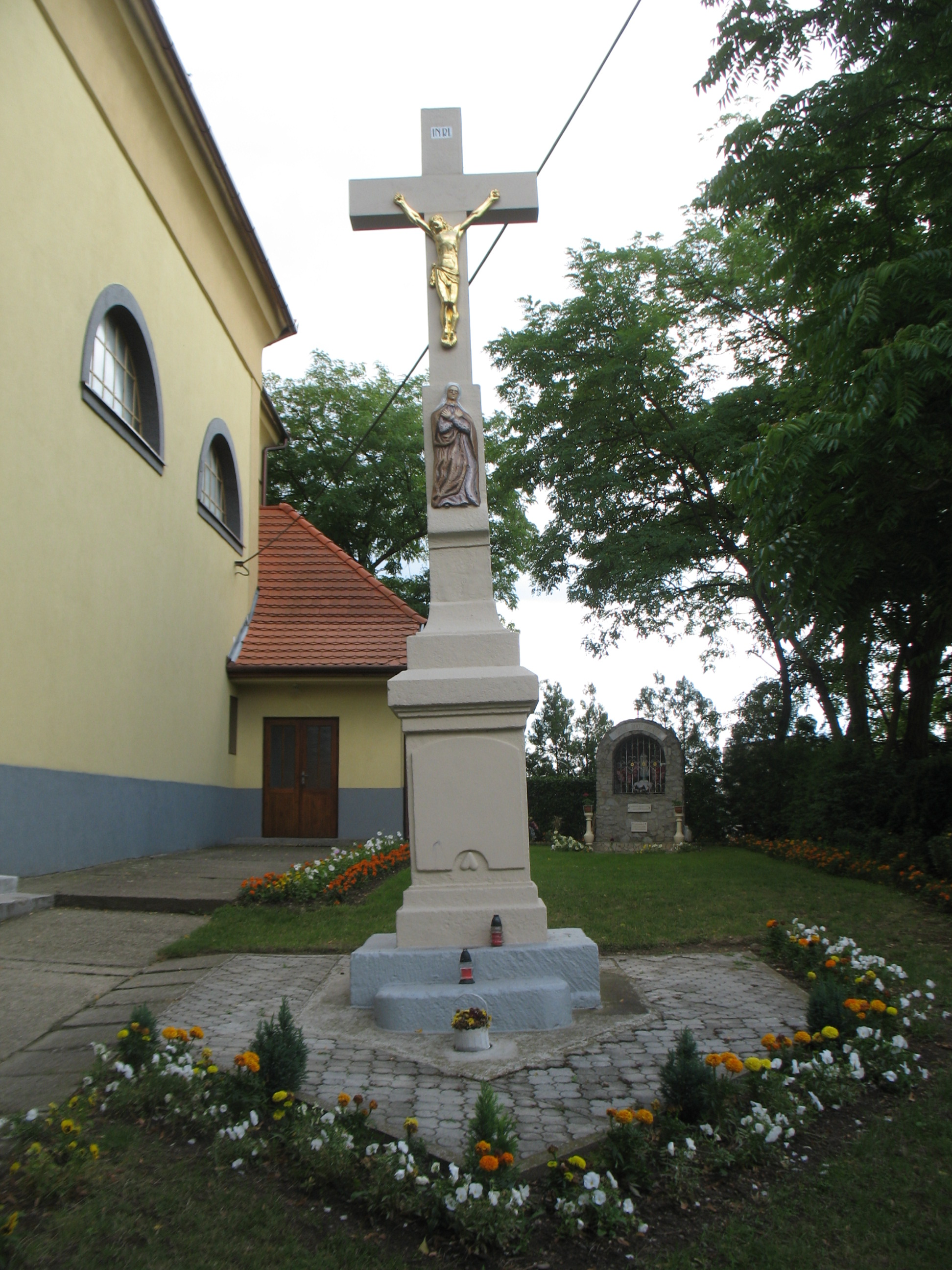
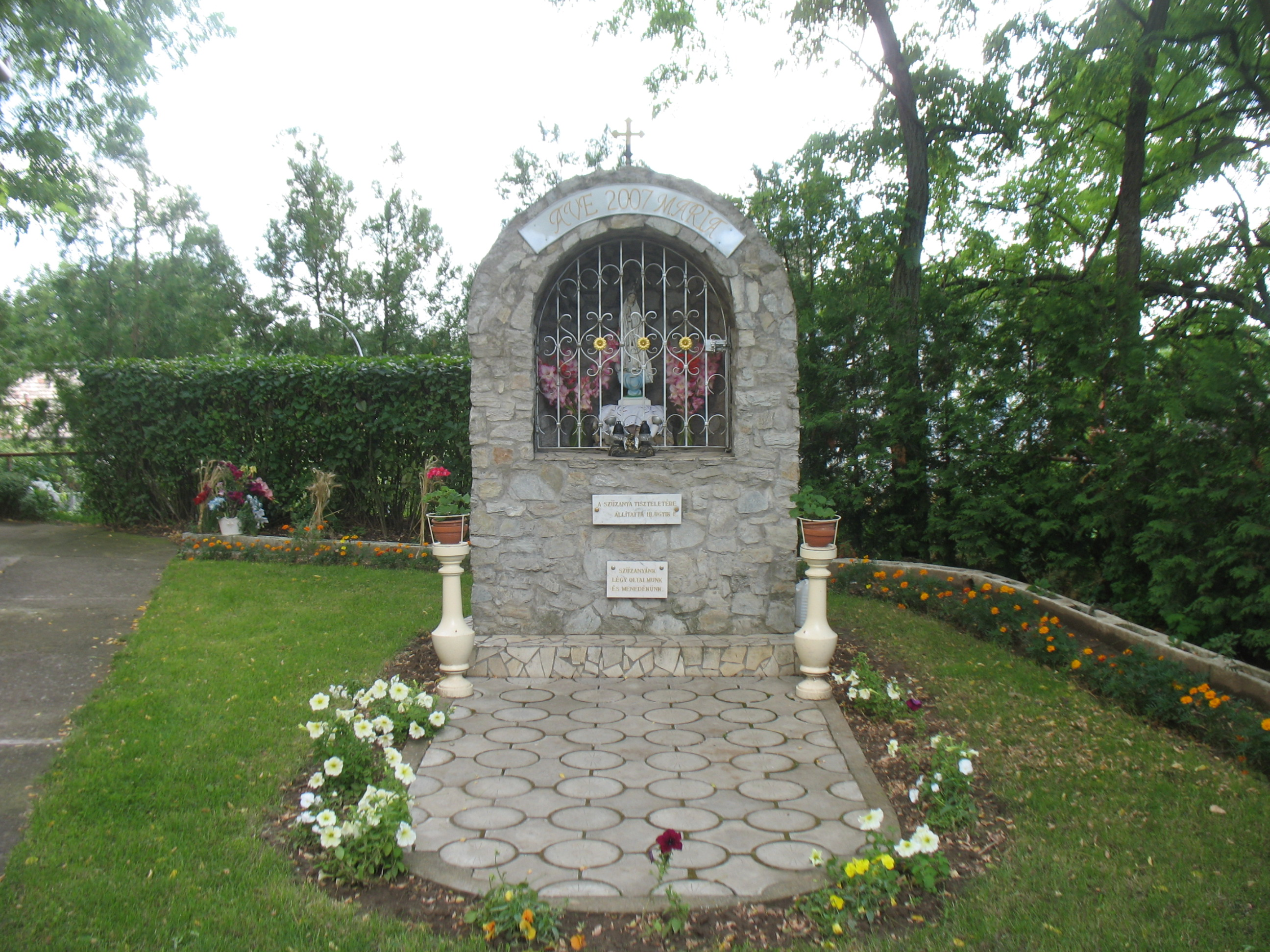

## Külső hivatkozások
- Ipolyság város hivatalos honlapja
- Az 1288. május 11-i oklevél – itt említik a falu nevét
- Új Szóban megjelent cikk
- Pereszlényi óvoda Archiválva 2007. szeptember 29-i dátummal a Wayback Machine-ben
- a térképen